# Quintana Roo
För andra betydelser, se Quintana Roo (olika betydelser).
Quintana Roo är den ostligaste av Mexikos delstater och är beläget på Yucatánhalvöns östra del. Delstaten har kust mot Mexikanska golfen i norr och Karibiska havet i öster, och gräns mot Guatemala i söder. Den har 1,858 miljoner invånare (2020) på en yta av 50 212 km². Administrativ huvudort är Chetumal, medan den klart största staden är turistorten Cancún. Andra stora städer är San Miguel de Cozumel och Playa del Carmen. Det finns ett antal arkeologiska platser i delstaten, bland annat Coba och Tulum. Quintana Roo bildades 8 oktober 1974 och är den yngsta av landets delstater. Delstaten fick sitt namn av Andrés Quintana Roo.